# Dolichamphilius longiceps
Dolichamphilius longiceps är en fiskart som beskrevs av Roberts 2003. Dolichamphilius longiceps ingår i släktet Dolichamphilius och familjen Amphiliidae. IUCN kategoriserar arten globalt som otillräckligt studerad. Inga underarter finns listade i Catalogue of Life.